# 투야나 다시도르지예바
투야나 노르폴로브나 다시도르지예바(러시아어: Туяна Норполовна Дашидоржиева, 1996년 4월 14일~)는 러시아의 양궁 선수로, 주 종목은 리커브이다. 2016년 하계 올림픽에서 여자 단체전 은메달을 획득했으며 2015년 세계 선수권 대회에서 여자 단체전 금메달을 획득했다.

## 개인사
다시도르지예바는 부랴트인 출신이다. 